# Fiestas de toros
Las  fiestas de toros son los diferentes espectáculos taurinos en los que participan toros bravos junto con diferentes profesionales o aficionados según sea el tipo de espectáculo. Estos pueden realizarse en recintos específicos como plazas de toros según las reglas de la tauromaquia o bien se celebran al aire libre en recorridos urbanos o en entornos rurales.
Entre las fiestas de toros las más conocidas son las corridas de toros y novilladas, las de rejones considerados festejos mayores, junto con los concursos de recortes o los forcados. Además de los mencionados, existen otra serie de fiestas de toros conocidos como festejos o espectáculos populares en los que no se lidia el toro,  estos son corridos o jugados en las vías o plazas públicas generalmente –algunos festejos se realizan en cosos taurinos–  como son  los encierros, los concursos de recortadores, las sueltas de reses, los Bous al carrer, los toros embolados, los toros ensogados o enmaromados, etc., celebrados tanto en Europa como en América. En España están recogidos en el Reglamento de Espectáculos Taurinos, para la organización de los mismos deben solicitarse los permisos requeridos según la normativa de cada Comunidad Autónoma, al organismo pertinente.
Algunas de estas celebraciones tienen raíces que se remontan al siglo IX o anteriores y preservan tradiciones culturales únicas propias de cada uno de los lugares donde se realizan.

## Origen
El origen de las fiestas de toros está relacionado con antiguos ritos de paso y las prácticas de muestras de valor y habilidad frente al toro con el que se practicaron diferentes tipos de suertes. Otros ritos y mitologías relacionados con la vitalidad y la  fertilidad del toro se asocian también al origen de algunas de las fiestas taurinas que aún se celebran. Los ritos y juegos de valor conocidos como taurocatapsia de la antigua civilización minoica son los vestigios más antiguos que constatan la existencia de fiestas de toros. De los antiguos rituales paganos se conoce que fue frecuente el sacrificio de animales bravos ofrecidos en agradecimiento por los beneficios obtenidos de la tierra o se realizaban con el objeto de lograrlos. Entre las tradiciones del imperio romano se encuentran los Taurobolios, y otros juegos y luchas con fieras que fueron adoptadas por el imperio romano cuando Julio César regresó de la campaña en Tesalia.
La tradición taurina ha estado unida a los actos sociales de todo tipo, así cuando se corrían toros por las calles de pueblos y ciudades sus habitantes acudían a presenciarlos o participaban en las fiestas en busca de los posibles beneficios sagrados y místicos que los toros emanaban. De los orígenes de estos ritos se conservan diferentes tradiciones que fueron evolucionando en las diferentes fiestas de toros que llegan a tiempos contemporáneos, un ejemplo son los vítores pintados con sangre de toro mezclada con aceite, que los recién doctorados universitarios pintaron en las fachadas de la ciudad de Salamanca; el Toro de bodas de Plasencia en la que el novio busca en el toro los beneficios de sus virtudes (fertilidad y fuerza) o las corridas nupciales descritas en el año 1080 por el Marqués de Piedras Albas en Crónicas de Ávila. Una tradición similar se celebra en Teruel desde la Edad Media con Las bodas de Isabel Segura y el Toro nupcial.
En la Edad Media la celebración de las fiestas significó ir en contra de las costumbres socio religiosas establecidas. Con la cristianización parte de los ritos y fiestas fueron adaptadas y modificadas de acuerdo al calendario de las fiestas cristianas. Entre las fiestas organizadas por las familias nobles se encontraban las justas, los juegos y las corridas de toros en las que participaba toda la ciudad. En dichos actos los caballeros hacían alrade de las rivalidades entre caballeros y las habilidades en la lucha con el animal.
El desarrollo posterior de estas fiestas está asociado a las celebraciones de carácter social y litúrgico en todos los estratos sociales, desde la Feria de Abril de Sevilla con presencia aristocrática, los encierros de San Fermín (1650) de claro sentido popular, las corridas de toros organizadas por las cofradías en Toledo en 1656 con motivo del Corpus Christi  o las funciones reales con las que se conmemoraron los eventos de las casas reales.

## Funciones reales
Las funciones reales fueron unas corridas de toros que se celebraron con motivo de algún acontecimiento real desde nacimientos, bodas, cumpleaños o matrimonios. A diferencia de las corridas de toros tradicionales o populares las funciones reales contaron con la presencia de miembros de la familia real, familiares o  personas de la corte. Fueron frecuentes también en acontecimientos fue interés nacional tales como visitas, juramentos, triunfos militares, tratados de paz, coronaciones o conmemoraciones entre otros. Entre las más antiguas documentadas se encuentran las Funciones reales con motivo de la coronación de Alfonso VII, el Emperador, en el año 1135 en Varea (Logroño).
En 1617 Felipe III ordenó la construcción de la Plaza Mayor de Madrid sobre la existente, para que sirviese de escenario a actos y celebraciones públicas, incluidas las funciones reales y las corridas de toros populares. La plaza se adornaba con telas y colgaduras, se acondicionaba con andamios y talanqueras –vallado defensivo– y se asignaban los balcones a las diferentes personalidades según su rango, reservando el balcón de la Panadería para los monarcas. Con Felipe IV, en el siglo XVII, las funciones reales llegaron a su plenitud, patrocinadas por el propio monarca.
Con motivo de la boda de Alfonso XII y Mercedes de Orleans y Borbón se organizaron tres días de corridas reales del 25 al 28 de enero de 1878 celebradas en la plaza de la carretera de Aragón, más conocida como la de la Fuente del Berro. Los festejos se anunciaron en cartel confeccionados en seda y en ellos participaron un totoal de diecisiete matadores de toros, veintisiete picadores, cuarenta y ocho banderilleros, cuatro puntilleros y tres chulos. Entre los espadas estuvieron Julián Casas, el Salamanquino; Manuel Arjona, Frascuelo o Cara-Ancha.
Alfonso XIII celebró su mayoría de edad el 21 de mayo de 1922 con una función real y más tarde su matrimonio con Victoria Eugenia de Battemberg fue la última función real celebrada, tras la cual la costumbre de las corridas reales quedó suprimida definitivamente.

## Corridas de toros
La corrida de toros es una fiesta en la que se corren o lidian toros bravos, a pie o a caballo (rejoneo), en un recinto cerrado para tal fin, la plaza de toros, por toreros profesionales.
Los actos que la comprenden se denominan lidiar y consisten en realizar por parte de los toreros —matadores de toros, banderilleros, picadores y subalternos— una serie de acciones denominadas suertes, estas acciones se desarrollan desde que el toro sale del toril hasta que se produce el arrastre. Al conjunto de suertes realizadas en la plaza se le denomina lidiar o torear, siendo el toreo el arte o habilidad de lidiar.
Se desconoce el momento y el lugar preciso en el que se empiezan a correr los toros, las referencias documentales y artísticas de las mismas datan del siglo XI en Ávila donde se corrieron toros para celebrar una boda, y del siglo XIII en Zamora donde hubo una plaza para celebrar festejos taurinos según se describe en el Fuero de Zamora. Las corridas de toros como espectáculo moderno a pie, tuvieron su origen en España a finales del siglo XVIII.
En una corrida de toros se lidian seis toros bravos o de lidia y participan en la misma los toreros junto con sus respectivas cuadrillas compuestas por banderilleros y picadores, en el caso de la lidia a pie, o por auxiliares cuando la lidia es de rejoneo. El ordenamiento jurídico de las mismas se rige por una serie de normas establecidas por ley en el Reglamento de Espectáculos Taurinos. En él se establecen, entre otras medidas, la de garantizar: la integridad de los toros, su trapío y edad, el indulto del mismo con el fin de mejorar las ganaderías; los derechos y deberes de los espectadores, las características de los útiles de torear o asegurar el nivel profesional de los toreros que intervienen en las corridas de toros, para ello todos los toreros tienen la obligación de estar inscritos en el Registro de Profesionales Taurinos gestionado por el Ministerio del Interior. La autoridad competente para garantizar el buen desarrollo y el cumplimiento del Reglamento de Espectáculos Taurinos en las corridas de toros es el presidente de la plaza, este cargo recae sobre el gobernador civil provincial o sobre el delegado del Gobierno según el caso, quien puede delegar en un funcionario de la escala superior o de la ejecutiva del Cuerpo Nacional de Policía con potestad sancionadora.
Además de en España, las corridas de toros se celebran también en Portugal, en el sur de Francia donde están reconocidas Bien de Interés Cultural desde abril de 2011; en diversos países de Hispanoamérica como México, Colombia, Ecuador, Perú y Venezuela. En Uruguay las corridas de toros se celebraron hasta 1913. y en California (Estados Unidos) El 23 de octubre de 2004 se celebró la primera corrida de toros de Asia en Shanghái, con anuncios de corridas en Chongqing y en Pekín, y más de 13 millones de chinos siguen las corridas de toros españolas por televisión.

Siguiendo la obra Los toros (El Cossío) del historiador taurino José María de Cossío, las corridas taurinas se clasifican, entre otros tipos, en corridas de toros, novilladas  y becerradas según sea la categoría de los lidiadores y la edad y el trapío de la res. En las corridas de toros la res lidiada, macho, tiene entre cuatro años cumplidos hasta un máximo de seis años y es obligatorio que el torero haya tomado la alternativa como matador de toros. Respecto a las novilladas existen dos categorías: las novilladas picadas en las que los novillos tienen entre tres y cuatro años, en las cuales los novilleros deben tener un mínimo de festejos acreditados en el registro profesional taurino, y las novilladas sin picadores donde la edad del novillo se sitúa entre los dos y tres años. Respecto a las becerradas, se lidian becerros machos de menos de dos años por profesionales, aficionados o cuadrillas jóvenes que aspiran a ser toreros siempre bajo la dirección y responsabilidad de un matador de toros o de novillos con picadores. Las becerradas no se consideran por la tauromaquia como lidia de toros en sí, sino que se destinan a otro tipo de festejos. Las corridas de novillos al igual que las de toros pueden desarrollarse a pie o a caballo (rejoneo). Cuando se combinan diferentes disciplinas como el toreo a pie o de rejones, o alternan matadores de toros con novilleros en un mismo festejo, estos reciben el nombre de corridas mixtas.

### Carnaval Taurino (México)
Se festeja en Autlán de la Grana y en Jalostotitlán, Jalisco, México durante diez días de festejos que incluyen entre tras y cuatro corridas de toros en la Plaza de Toros Alberto Balderas del municipio de Autlán de Navarro y en la plaza de Toros Fermín Espinosa «Armillita» del municipio Jalostotitlán. Se realiza ajustando la fecha para concluir el martes de Carnaval, el día anterior del miércoles de ceniza.

### Estados Unidos
Las comunidades portuguesas asentadas en el estado de California en Estados Unidos han conservado las corridas de toros al estilo portugués aunque haciéndole algunas modificaciones. En las corridas californianas no hay derrame de sangre, por lo que son llamadas Bloodless bullfight. Por ende, no se pica, no se le clavan banderillas al lomo del animal ni se le da muerte en el ruedo. El toro lleva un velcro sobre su lomo por lo que las banderillas van adheridas allí, por lo demás son iguales a una corrida portuguesa, incluso grandes toreros europeos o americanos (mexicanos particularmente) torean anualmente en las plazas californianas.

### Venezuela
En Venezuela las corridas de toros tienen importancia en el occidente del país, sobre todo en los estados centrales y andinos, según registros las ferias más antiguas datan de 1843 en un poblado merideño de la antigua parroquia de Regla de los Bailadores, hoy llamada Tovar. En la actualidad las corridas de toros han sido prohibidas en algunas localidades y estados quedando resumidas a los estados Zulia, Carabobo, Aragua, Trujillo, Guárico, Yaracuy, Barinas, Táchira y Mérida, siendo estos dos últimos los más taurinos del país.
Venezuela cuenta con importantes Plazas de Toros, unas vigentes para tal fin, otras con un nuevo uso en virtud de la prohibición de las corridas en ellas, siendo la Monumental de Valencia la más grande de Venezuela y la segunda en el mundo, la Maestranza César Girón de Maracay la de mayor prestigio taurino en el país, las Monumentales de Maracaibo, Pueblo Nuevo (San Cristóbal) y Román Eduardo Sandía (Mérida) las más regulares junto al Coliseo El Llano de Tovar, esta última, única con techo en esa nación, mientras que la Monumental de Oriente (Barcelona), el Coliseo Perla del Torbes (Táriba) y el Nuevo Circo (Caracas) ya no cuentan con eventos taurinos regularmente, especialmente el último, que ya no alberga corridas.
Los eventos taurinos en Venezuela se dividen en dos renglones: La Temporada Grande y la Temporada menor o extendida. La temporada grande llamada así por su regularidad anual, por la existencia de una localidad y recinto, la tradición, la formalidad, el prestigio, la existencia de afición así como de autoridad municipal en el área, compuesta por seis ferias llamadas "Las Grandes", Tovar, Valencia, Maracaibo, San Cristóbal, Mérida y Maracay en ese orden, lo cual suma un aproximado de 25 a 30 espectáculos. La temporada menor o extendida alberga las seis ferias ya mencionadas más otros festejos, algunos regulares realizados en plazas de segunda, y otros más entre regulares e irregulares realizadas en plazas portátiles.
Venezuela ha tenido importantes figuras del toreo como: César Girón, Antonio Bienvenida, Leonardo Benítez, José Nelo "Morenito de Maracay", Luis Sánchez Olivares “Diamante Negro” y Bernardo Valencia, de gran renombre en Venezuela, México, Colombia y España; otros grandes en ascenso: Rafael Orellana, Hassan Rodríguez "El Califa de Aragua", Fabio Castañeda, César Vanegas, César Valencia, Marcos Peña "El Pino", Manolo Vanegas y Jesús Enrique Colombo, los dos últimos hasta ahora novilleros. Venezuela también posee exponentes del rejoneo, siendo Javier Rodríguez el de connotación histórica en el país, además de José Luis Rodríguez, Rafa Rodríguez y Francisco Javier Rodríguez.

## Novilladas
Las novilladas o corridas de novillos fue el nombre que recibió la lidia de reses en las plazas de menor importancia y en pueblos. Las reses toreadas no eran de muerte y la lidia de las mismas era realizada por toreros no profesionales. Los caballeros solían organizar novilladas de forma habitual, mientras que las que se organizaban para conmemoraciones y fiestas corrían a cargo de los ayuntamientos. El número de reses lidiado oscilaba entonces entre doce y dieciocho, número que se redujo en el siglo XIX a la mitad, cuando solo se lidiaban entre ocho y seis toros por festejo, estos fueron conocidos como medias corridas. Con los años las primigenias novilladas pasaron a ser conocidas como capeas.
Con la llegada de la tauromaquia moderna en el siglo XVIII las novilladas pasaron a ser festejos iguales a las corridas de toros en las que se lidian novillos –reses macho entre dos y cuatro años, conocidos como erales y utreros– con o sin caballos o picadores,  cuya lidia se realiza por los novilleros, toreros que aún no han tomado la alternativa para ser matadores de toros. La lidia debe seguir las mismas reglas recogidas en el Reglamento taurino, los profesionales deben estar inscritos en el correspondiente registro de profesionales taurinos y el desarrollo de la lidia también coincide con el de una corrida de toros, salvo si la novillada es sin caballos, en este caso se prescinde del tercio de varas.
Hasta que quedó fijado el orden de la lidia moderna, las lidia de novillos no se distinguía de las de los toros y se anunciaban todas como corridas de toros sin distinción, la diferencia estribó en que los novillos no moría en el ruedo.

### Las mojigangas
Las mojigangas fueron un tipo de novilladas pantomímicas que tuvieron lugar entre los siglos XVI-XIX  cuya función fue  el entretenimiento del público, se hacían intercaladas en las corridas de novillos. En las mojigangas se representaban parodias de diferentes obras del Siglo de Oro, y los actuantes salían al ruedo disfrazados. En las mojigangas del siglo XIX fue habitual la participación de las señoritas toreras llegando a alcanzar una presencia importante en los carteles taurinos. Finalizada la mojiganga las propias cuadrillas de toreras procedían a finar la lidia del novillo. Algunas de las figuras del toreo de la época dieron sus primeros pasos en el mundo del toro participando en las mojigangas, fue el caso de Salvador Sánchez Frascuelo. Entre las toreras más conocidas se encuentran la cuadrilla de Martina García con las picadoras Teresa y Magdalena García, las banderilleras Rosa Inard y Manuela Renaud; junto a. la cuadrilla de las Noyas formado por Dolores Pretil Lola, Angelita Pagés Angelita y las banderilleras Julia Carrasco, Justa Simón, Encarnación Simón, María Munubeu y Francisca Pagés o la picadora Tomasa Prieto.

### El toreo cómico
El toreo cómico o charlotadas, aunque denostado por los puristas, fue un género taurino muy popular. Consistía en la introducción de números circenses de payasos mientras se lidiaban novillos o vaquillas. Generalmente participaban payasos toreros que realizaban recortes de forma cómica y parodiaban la lidia o simulaban estorbar a un torero serio.
Los espectáculos cómicos taurinos, en su parte seria, han sido el inicio de algunas figuras del toreo.
El Bombero Torero y Popeye Torero, son posiblemente, los dos grupos más conocidos que durante años dieron la vuelta a España con sus funciones.

## Las capeas

### Capeas (España)
La capea es un festejo taurino popular menor en el que se lidian novillos –menores de tres años– o becerros –res menor de dos años– para aficionados según las costumbres de cada localidad. También son conocidas como becerradas. En su origen capea fue el nombre que recibió la lidia de reses sin orden alguno ni ajustadas al reglamento taurino de su época. En el siglo XX la capea pasó a ser una lidia de novillos realizado en las plazas de tientas de las fincas ganaderas en la que los maletillas y aspirantes a toreros profesionales practicaban.  La capea se realiza además en las fiestas populares en muchos pueblos de España y en las fincas ganaderas con motivo de eventos especiales como pueden ser los herraderos, celebraciones sociales o jornadas camperas.
La capea consiste en la suelta de novillos o becerros (según el tipo de capea y la Comunidad Autónoma) en la plaza de la localidad, cercada para tal uso o en la plaza de tientas de la finca ganadera, en ellas el público cita a la res con un capote o similar o a cuerpo limpio haciendo recortes, por lo que es frecuente que varias personas ocupen el espacio a la vez pues es un espectáculo para recreo. En la capea no hay por tanto un orden establecido, ni una lidia profesional, tampoco se hacen uso de los elementos propios de una corrida de toros como picar, banderillear, ni tampoco se realizan estas las suertes del toreo, ni la suerte suprema. Las reses no son sacrificadas, el reglamento establece que solo aquellos machos que son de lidia podrán ser sacrificados fuera de la vista del público porque el aprendizaje de las reses hace que no sea posible lidiarlas de nuevo en ningún espectáculo o festejo taurino. Es frecuente que se organicen capeas por causas benéficas. No debe confundirse con la suelta de vaquillas, un espectáculo similar pero en el que se sueltan vacas jóvenes, son frecuentes en las fiestas locales, las más conocidas son las de Sanfermines, tras los encierros, estas consisten en esquivar las acometidas de las vaquillas sin resultar derribado por estas.

### Capeas (Europa)
Las capeas benéficas suelen ser muy populares en el sur de Francia especialmente en Aquitania, también se celebran en el sur Portugal en el Algarve, y en zonas de la raya fronterizas con Salamanca y Cáceres donde se denominan Capeas Rayanas celebradas entre junio y agosto; también en Sabugal donde se realizan las capeas taurinas del forcón para recibir la cuaresma en las fiestas del Entrudo Gordo. Se realizan también en el sur de Italia especialmente en la isla de Sicilia. Son celebradas normalmente en los meses de primavera y verano y con aficionados no profesionales.[cita requerida]

## Becerradas
Las becerradas son festejos en los que se lidian reses menores de tres años –erales y becerros– por parte de toreros que están en fase de aprendizaje o por parte de toreros profesionales en festivales benéficos por lo general. Es habitual que los aspirantes a torero se inicien toreando becerros de forma que van probando de forma escalada hasta llegar a lidiar novillos de más edad. En Sevilla en 1845 se creó la Sociedad Tauromáquica Andaluza que organizó becerradas para recreo de sus socios, unos años después surgió en Madrid La Lid Tauromáca cuyo fin era precisamente organizar becerradas, sociedad contó con estatutos propios definidos para evitar los conflictos entre los aficionados, la denominada El Jardinillo fue otra de estas sociedad que entre 1871 y 1880 organizaba becerradas para sus socios aristócratas en una pequeña plaza de los Campos Elisios. Ejemplos de estas sociedades se dieron en casi todas las capitales de provincia de España durante el siglo XIX llegando a ser anunciadas en carteles taurinos y siendo habitual que recibieran el nombre de alguno de los torero destacados de la época.

## Encierros
El encierro es una fiesta popular que forma parte de las tradiciones taurinas más antiguas de España. Consiste en el acto de guiar o traer los toros para ser encerrados en el toril. Tradicionalmente los mozos que guían a los toros corren delante de la manada compuesta por seis toros bravos, novillos o vaquillas (menos frecuente) que suelen ir arropados por cabestros hasta llegar a la plaza de toros, lugar donde se encuentran los toriles.
Los encierros se celebran en numerosas fiestas populares de pueblos y ciudades de España como los encierros de Tafalla y Tudela (Navarra), Ampuero (Cantabria), San Sebastián de los Reyes (Madrid) o Elche de la Sierra (Albacete) entre las numerosas localidades españolas. En Latinoamérica los encierros también son frecuentes, como las corralejas de Turbanco en Colombia.
Los encierros de Cuéllar (Segovia) están considerados los más antiguos de España, pues está documentada su existencia desde el año 1215 y están declarados de Interés Turístico Nacional. Los encierros de CIudad Rodrigo están registrados en un documento que data del año 1418 y están asociados al Carnaval del Toro. Parte del recorrido de los mismos se realizada por el campo hasta llegar a la ciudad. Más modernas son las encerronas de Ampuero en Cantabria, asociadas las fiestas patronales en honor de la Virgen Niña, en las que se realiza un encierro de novillos con suelta de vaquillas. Las reses se trasladaban desde Pancorbo (Burgos) hasta la plaza de la ciudad donde se realizaban los festejos. Los más conocidos son los encierros de San Fermín que se celebran en Pamplona durante la Feria del Toro del 7 al 14 del mes de julio, estos datan del siglo XVI, cuando carniceros montados a caballo y mozos pamplonicas guiaban los toros desde los corrales del Baluarte de la Rochapea hasta la plaza del Castillo.

## Los concursos de recortes
El concurso de recortes es un espectáculo taurino donde los participantes se enfrentan a cuerpo limpio a varios toros bravos en puntas –sin manipulación ni protección en las astas– o vaquillas, por turnos, y realizan diferentes tipos de suertes, saltos y quiebros sobre la res, con la finalidad de esquivar al toro en el último momento y arriesgar al máximo pasando lo más cerca posible de la misma. Esta rama de la Tauromaquia tiene antecedentes en la Taurocatapsia del Bronce Minoico, origen de la cultura antigua mediterránea. Los concursos de recortes están considerados arte de lidiar reses en España por lo que están articulados en los reglamentos taurinos de las comunidades autónomas y forman parte del patrimonio cultural taurino protegido.

### Corrida camarguesa (Francia)
Las corridas camarguesas o corridas a la cocarde (en francés, course camarguaise o course libre) son festejos de recortes tradicionales que tienen lugar en la región francesa de la Camarga en la Provenza, siendo los más conocidos los que se realizan en Nîmes o Arlés y consiste en recoger por parte de los recortadores una escarapela que porta el toro entre sus astas. Forman parte de los concursos de recortes realizados a lo largo de todo el año en el país, en los que se otorgan diferentes trofeos y se premia al mejor toro del año, a los más importantes se les llega a crear una estatua. Las corridas camarguesas incluyen un traslado de las reses o encierro hasta la plaza de toros guiado por jinetes denominados gardians cuya antigüedad se remonta a 1512.

### Corrida landesa (Francia)
La corrida landesa (course landaise) es una de las cuatro formas de tauromaquia que se dan en Francia. Se realizan en las comarcas galas de Landas, Pirineos Atlánticos Maubourguet, Castelnau-Rivière-Basse y Gers, (en la Gascuña, Gascogne) al sur del país. Este espectáculo fue mencionado en un documento hallado en Bayona en el año 1289, en la Edad Media, entonces consistían en correr los toros destinados al matadero por las calles. Con la llegada de los toros de lidia en el siglo XIX  surgieron las ganaderías y los primeros grupos de toreros, cuyas tradiciones fueron adoptadas por los franceses, incorporando la banda musical, los suertes a cuerpo limpio como los recortes y saltos que modificaron las corridas las landesas. Las corridas landesas pueden ser de competición o no. Los retractores –recortadores– que visten de blanco con una chaquetilla bordada con hilo de oro de plata–, citan a la res desde el centro del ruedo para esquivarla en el último momento con diferentes suertes combinadas con fintas y saltos. La vaquilla sale al coso ensogada y con fundas en los pitones. Las corridas landesas están consideradas patrimonio cultural de la Gascuña, adquirieron su fama en 1830.

## Toro Embolado
El toro embolado o toro de júbilo, es un tipo de festejo popular no profesional sin muerte, en el que no se lidia al toro, conocido desde la antigüedad tradicional de España . Consiste en correr un toro al que se le colocan en sus astas dos bolas u otro elemento que de prende con fuego. Su origen se remonta a  la civilización minoica , se han hallado cabezas de toros embolados en Viena y Gasseines. También existen referencias en frescos y cerámicas cretenses. Según Diodoro los cartagineses empleaban toros con sarmientos encendidos sobre las astas para abrirse camino entre las líneas enemigas, una estrategia que fue usada por Amílcar Barca en la batalla de Heliké.
El toro embolado es una tradición en Teruel, donde se conoce como Toro de júbilo, en Soria se conoce como el Toro de Medinaceli o en Cariñena donde se conoce como el Toro de ronda.

## El toro ensogado

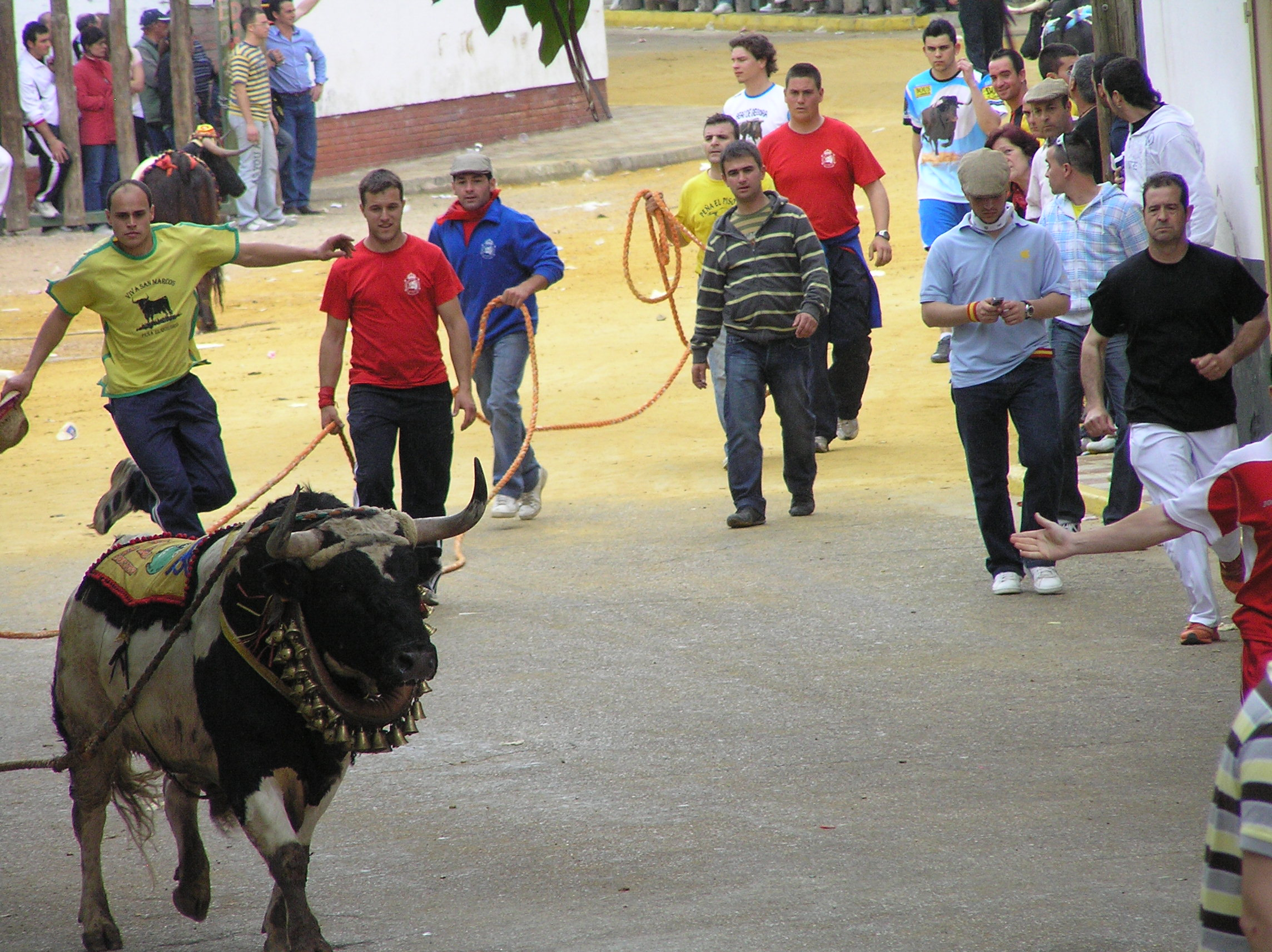
Toro de cuerda o «ensogao» en Beas.

El toro ensogado, toro de cuerda o enmaromado según el lugar donde se realicen, es un ritual taurino ancestral de correr o jugar al toro, desafiando la fuerza de éste y  a cuerpo limpio que se realizaba en tiempo del imperio romano. En tiempos contemporáneos el toro ensogado es un festejo popular, en la que no se lidia al toro sino que este es guiado en un encierro por las calles de la localidad. Entre la documentación más antigua conservada de festejos de toros ensogados, se encuentran algunas localidades de Navarra cuando en el siglo X le fue otorgado a Tudela el Fuero de Sobrarbe por parte del rey de Aragón y Navarra Alfonso I el Batallador. En dicho fuero, en el artículo 293, se establecieron las normas para correr toros con soga de forma segura. Otros documentos posteriores del Gobierno Civil de Navarra, fechados el 13 de septiembre de 1881 otorgaban permiso para correr un toro con soga en Lodosa.
Se celebra en más de cien municipios repartidos por las diferentes comunidades autónomas de España como son País Vasco, Andalucía, Aragón, Comunidad Valenciana, Castilla y León, Cataluña,  La Rioja,  Castilla-La Mancha, Navarra, Galicia y Baleares con características locales diferentes. 
Destacan los ensogados de las fiestas en honor a San Marcos, entre los días 22 al 25 de abril en los municipios de Beas de Segura y Arroyo del Ojanco (Jaén), con una tradición centenaria. Declarada Fiesta de Interés Turístico Nacional de Andalucía. Las Fiestas del toro enmaromado Benavente, Zamora. «Fiestas de Interés Turístico Regional» y «Festejo Taurino Tradicional». Se celebra el día antes del Corpus, donde los mozos corren agarrados a una larga maroma sujeta a las astas del toro. El Toro de la Virgen es un toro de cuerda que se celebra en la población de Grazalema. El cartel anunciador de las fiestas del Toro de la Virgen es el ganador de un concurso de pintura que se desarrolla entre artistas de la Sierra de Ronda. El toro de la Virgen se celebra al día siguiente de la procesión y fiestas en honor de la Virgen del Carmen, el 16 de julio o el domingo más cercano a dicho día.  La Peña que se encarga de la administración de los festejos es la encargada de adquirir el toro de lidia que será enmaromado y suelto por las calles del El Barrio Alto de Grazalema, el toro realiza el mismo recorrido que hizo la procesión.

### Sokamuturra
Sokamuturra es una expresión en vascuence que designa a un espectáculo popular taurino, equivalente del toro enmaromado o toro ensogado, que se celebra tradicionalmente en diversas localidades del País Vasco, España. Diferentes crónicas atestiguan su celebración, normalmente unido a alguna festividad local, desde antiguo. En el siglo XVII es descrito en San Sebastián, donde se mantuvo hasta su prohibición por la corporación municipal entre 1902 y 1904, recuperándose en 1905. La soka-muturra es sacada en Azpeitia por las fiestas de San Ignacio en 1715, mientras que en Éibar se relaciona en las crónicas de 1815. En Bilbao es descrita como una de las diversiones favoritas de la población hacia 1730, en la "Historia General del Señorío de Bizcaya" de Labayru.

### Festa do boi
La Fiesta del Buey (Festa do Boi) es una celebración popular característica de la localidad española de Allariz, en la provincia de Orense. Consiste en correr un buey por las calles alaricanas, controlado por los mozos gracias a una cuerda atada a los cuernos. La fiesta, que se celebra desde el siglo XIV (1317), hace coincidencia con el fin de semana del Corpus Christi. Desde entonces, todos los años salía el buey en el Corpus, y aunque durante la Guerra Civil esta celebración fue suspendida, en 1983 un grupo de mozos decidió recuperar dicha Fiesta del Buey. Está declarada desde 2006 Fiesta de interés turístico de Galicia.

## Los forcados
El forcado es un mozo que participa en una suerte típica de las corridas de toros portuguesas. Actúan siempre en grupo por lo que a esta suerte se la denomina a menudo en plural: forcados. Es realizada por mozos aficionados (amadores), organizados en grupos, que esperan a pie firme en la arena al toro embolado y lo sujetan. El grupo consta de ocho hombres, uno de ellos es el forcado de cara y los otros siete son ayudas que auxilian a inmovilizar al astado.
Su nombre deriva de forcado, la horquilla que llevaban antiguamente los mozos de forcado para defender al palco real en las fiestas de toros. Estos mozos, pertenecientes en un inicio a la milicia, formaban parte de la guardia real y de ellos derivan directamente los forcados, que actualmente son profesionistas y estudiantes.
Los forcados son grupos amateurs, es decir aficionados; son varios hombres que en una corrida de toros pegan el toro. Cuando se ejecuta una pega, ocho hombres entran al ruedo y su tarea o suerte es inmovilizar al toro para después soltarlo, quedando solo el rabillador quien remata la suerte haciendo que el toro se mueva en círculos. El primero es el forcado de cara, los otros siete le ayudan a inmovilizar al toro, habiendo uno (el rabillador) que asegura el rabo del toro, para intentar frenarlo, desestabilizándolo, para que al ser consumada la pega, sus compañeros puedan soltarlo (dar salida) sin ser embestidos por este; la formación es la siguiente: un forcado de cara, una primera ayuda, dos segundas ayudas, un rabillador y tres terceras ayudas.

## Fiestas de Zapote (Costa Rica)
En Costa Rica los festejos con toros más populares se realizan en fin de año, entre el 24 de diciembre y 2 de enero. Generalmente se realizan en la plaza de toros de Zapote (distrito del cantón de San José) y son organizadas por la Comisión de Festejos Populares. Una de las corridas de toros más importantes y populares del país son las Fiestas de Palmarés (Costa Rica) y las de Zapote. Existen distintas modalidades de toreo en Costa Rica, incluyendo el toreo tradicional sin la muerte del toro, como el toreo bufón y el toreo improvisado, consistente en un grupo numeroso de toreros aficionados esquivando en conjunto la arremetida del toro. Esta última es la modalidad más popular, conocida como «toreo a la Tica» o Fiestas de Zapote. Las reses que participan en este tipo de fiestas son diferentes a los toros bravos o de lidia.
Cabe destacar que en Costa Rica ante la falta informativa sobre las corridas de toros tradicionales de los aficionados la relación con el espectáculo se fue desvirtuando hasta perder su forma original, esta situación provocó una modificación de la regulación existente denominada Corridas de Toros número 25, que fue publicada en La Gaceta número 176 del 6 de agosto de 1968. La última modificación realizada el 12 de mayo de 2015consistió por un lado en designar al Cantón de cada municipio como autoridad responsable de los festejos; también se procurará el bienestar de las reses, obtener todos los certificados pertinentes, garantizar la seguridad del público, las características de los ruedos y se establecen los límites de edad para el acceso a los festejos a 18 años así como la prohibición de consumir alcohol a los participantes. En dicha ley se regulan además de las corridas de toros tradicionales, las corridas de los toros a la Tica, fijando unas características concretas para estos tipos de eventos. En el artículo 15 de dicha ley se establece que no se dará muerte al toro en el festejo, los toros son vueltos a jugar un mínimo de quince o treinta días después según el espectáculo según establece el artículo 13 del mencionado decreto.

## El toro y el cóndor: Yáwar Fiesta (Perú)
Esta fiesta taurina es una costumbre importada por los españoles, pero modificada por los lugareños de la región de Ayacucho, de la provincia de Lucanas, de la ciudad de Puquio, en los Andes. El festejo, conocido como Yáwar Fiesta(«Fiesta de Sangre» en quechua), tiene lugar en el mes de mayo (coincide con la celebración del Señor de la Ascensión), y se suele interpretar como una celebración de la expulsión de los conquistadores españoles por los quechuas, aun cuando no existe un consenso académico definitivo sobre su simbología y función. Para ello colocan a un cóndor salvaje en el lomo del toro de lidia o toro pucllay, previamente inmovilizado el toro con una cuerda. Una vez bien asegurado, cortan la cuerda y el toro sale furioso, dando saltos, al sentir los fuertes picotazos del cóndor. Cuando el toro queda agotado, liberan al ave, y, tras homenajearlo, lo devuelven a las montañas. Si el cóndor no sobrevive al festejo (que dura una semana), se considera de mal augurio. Esta celebración ha sido retratada por el escritor peruano José María Arguedas cuando vivió en Puquio, en una novela titulada «Yawar Fiesta».

## Calendario de fiestas de toros

### Temporada taurina de Colombia

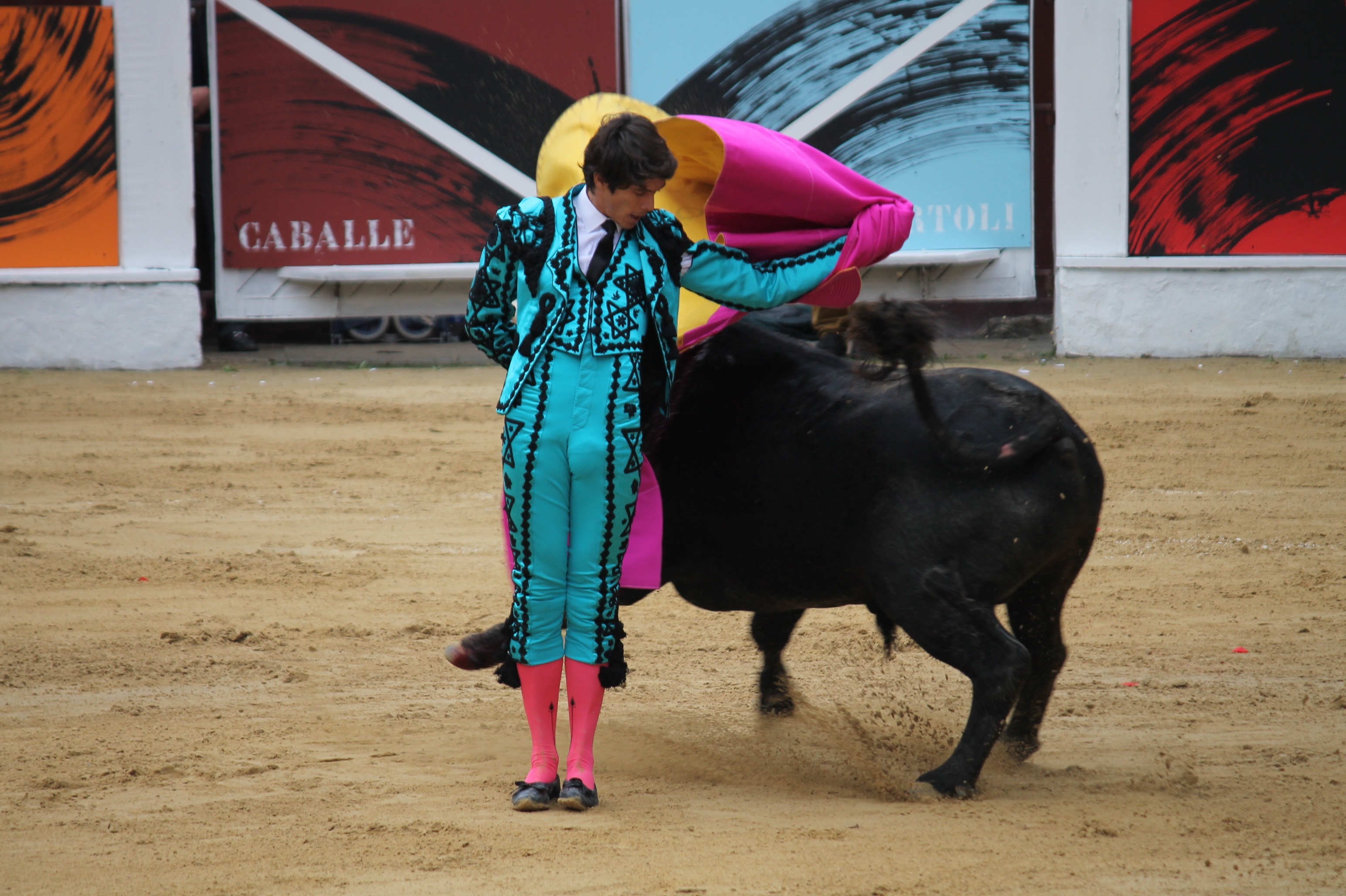
Gaonera de Castella en la Santamaría de Bogotá en 2019.

En Colombia también se lleva a cabo una temporada taurina que comenzó hacía el año 1917, sin embargo desde los años de la independencia de la corona española se celebraban algunos festejos taurinos en el Circo de Toros de San Diego en Bogotá y el Circo Taurino El Palo en Medellín. Hacía las primeras décadas del siglo XX, la tauromaquia colombiana comenzó su vida adulta, con sendos festejos taurinos que principalmente se realizaban en Bogotá y en Medellín, hasta la creación de la Feria de Manizales (1955), que abrió definitivamente a Colombia como gran centro taurino y poco después se comenzó a organizar la Feria de Cali (1957). Estos dos acontecimientos hicieron de la temporada colombiana la primera de Sudamérica. Actualmente la temporada comienza hacia finales del mes de diciembre con la Feria de Cali en la plaza Cañaveralejo, siguiendo con la Feria de Manizales en la Monumental de Manizales, de la cual se dice que es una feria en América con «duende» andaluz; y las temporadas taurinas de Medellín (Plaza de Toros La Macarena) y Bogotá (Plaza de toros de Santamaría). También hay temporada Taurina en las otras dos plazas de primera categoría en Cartagena de Indias y Bucaramanga.

### Ecuador
La Feria de Jesús del Gran Poder ―en Quito (Ecuador)― se festeja del 28 de noviembre al 6 de diciembre con motivo de la fundación de San Francisco de Quito. Los nueve días de corridas se celebran en «La Monumental» (nombre dado a la plaza de toros de Quito). Según algunos críticos de la tauromaquia, es una de las más importantes ferias taurinas de América y año tras año atrae a nacionales y extranjeros. Así mismo la feria tiende a tomar toda la iniciativa española, debido a que sus corridas son efectuadas de igual forma, con los tercios, hasta el despacho del bovino. Debido a su gran influencia en la cultura ecuatoriana, el toreo y el rejoneo se han sumado a las muchas aficiones del público.
La Feria de Latacunga San Isidro Labrador en Ecuador se festeja en la última semana de noviembre como programa de cierre de las fiestas de Independencia de la ciudad. La feria de Latacunga se desarrolla en la Plaza San Isidro Labrador, se viene realizando dos o tres días de feria, el viernes, sábado y domingo de la última semana de noviembre. La feria se ejecuta al estilo español, en ella han participado los mejores toreros del escalafón mundial como El Juli, El Pirata Juan José Padilla, El Fandi, Morante de la Puebla y varios toreros nacionales de renombre.
La Feria de Riobamba Señor del Buen Suceso en Ecuador se festeja en las primeras semanas del mes de abril como inicio de las fiestas de Independencia de la ciudad, más conocida como «La Sultana de los Andes». Esta feria se realiza en la Plaza de toros de Riobamba, «Raúl Dávalos». De igual manera que las otras ferias realizadas en el Ecuador, la feria del Señor del Buen Suceso se ejecuta al estilo español, en ella han participado los toreros mejor ubicados en el escalafón mundial como «El Ciclón de Jerez» Juan José Padilla, El Fandi, Finito de Córdoba, Miguel Abellán, Uceda Leal, Víctor Puerto y varios toreros ecuatorianos.
La Feria de Ambato Nuestra Señora de la Merced se realiza todos los años en el mes de febrero en honor a las fiesta de la ciudad. Esta feria se realiza en la conocida Plaza de Toros Monumental de Ambato. La Feria Nuestra Señora de la Merced es la que abre la temporada taurina en Ecuador, seguida de la Feria de Riobamba Señor del Buen Suceso, La Feria de Latacunga San Isidro Labrador y terminando con La Feria Jesús del Gran Poder en Quito (Ecuador). Toreros de gran nivel como Sebastián Castella, Iván Fandiño, Diego Silveti, Joselito Adame, Manuel Escribano, Diego Urdiales, Miguel Abella, entre otros han sido testigos de esta importante Feria.
La Feria de Valencia: Una de las tradiciones que mantiene la ciudad de Valencia desde el inicio de su cantonización son las tradicionales ferias taurinas consideradas como unas de las mejores en Ecuador, que se la realiza anualmente para celebrar sus fiestas patronales de San Francisco de Asís, faena que se desarrolla los primeros días del mes de octubre de cada año.

### México

#### Plaza de Toros México
Denominada la fiesta grande o Temporada Grande, donde toreros de todo el mundo (principalmente de España, México y sur de América) hacen cartel para la denominada Monumental Plaza de Toros México en la Ciudad de México Lidian a pie o caballo (en rejones o rejoneo) para cerrar la temporada de conmemoración. Toreros mexicanos que ha dejado historia en la plaza son: David Silveti, Rodolfo Gaona, Silverio Pérez, Manolo Espinosa Armillita, Eulalio López "El Zotoluco" entre otros muchos, que escriben la historia actual del toreo en México.

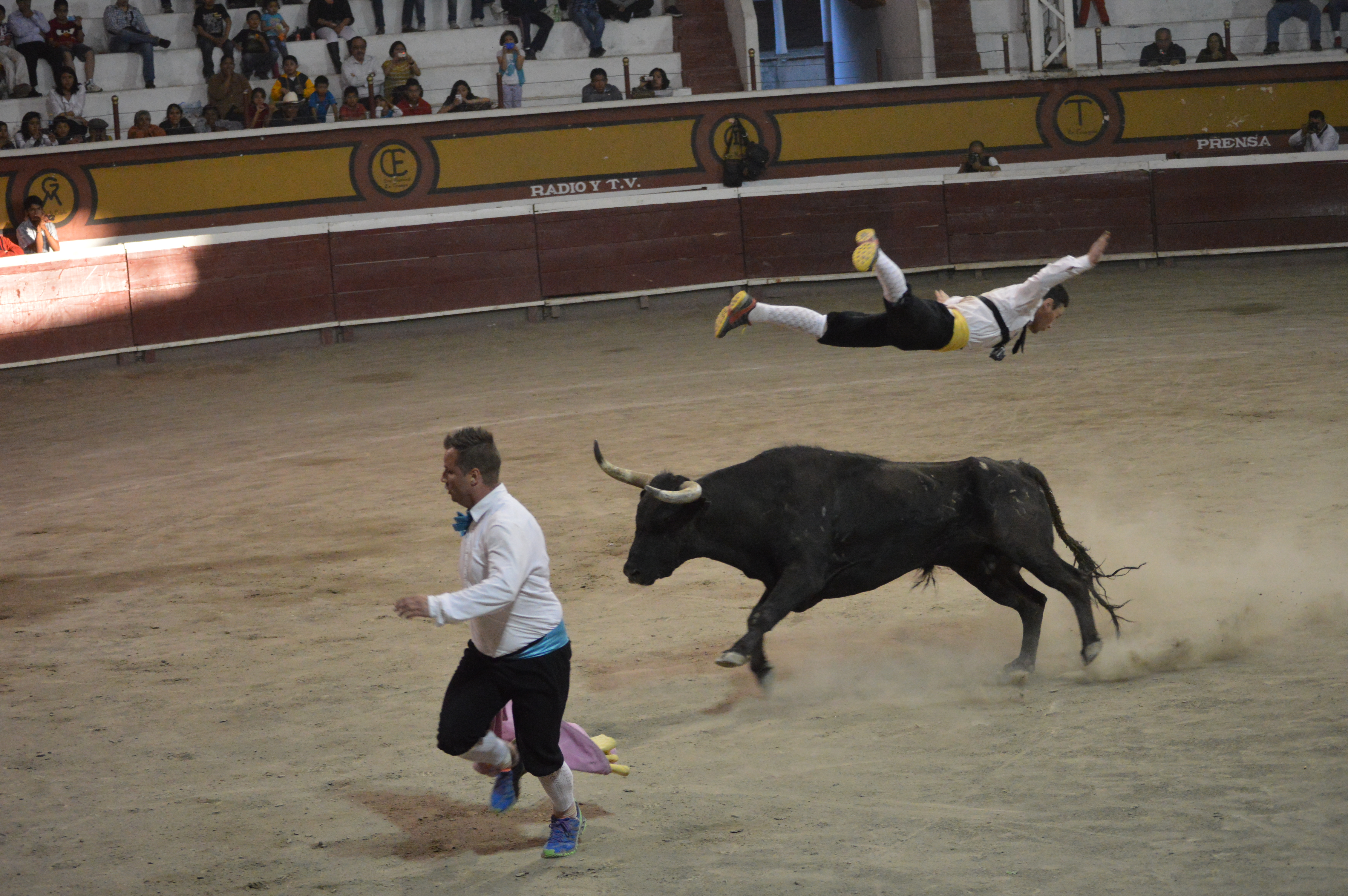
Evento de saltar toros en Huamantla, México.

#### El serial taurino de la Feria Nacional de San Marcos
Se realiza en Aguascalientes, México y se conforma comúnmente por catorce grandes festejos taurinos, de los cuales son: una novillada y trece corridas de toros. Toda esta fiesta brava dentro de los festejos de la Feria Nacional de San Marcos se realiza a mediados del mes de abril y parte de mayo de cada año. La fiesta brava en Aguascalientes, sobre todo en su feria de San Marcos, es uno de los principales atractivos de la feria, ya que se presentan grandes figuras de toreo. Todos los festejos taurinos se realizan en la Plaza Monumental Aguascalientes, en las instalaciones de la feria.